# 玉洞街道
玉洞街道是中华人民共和国广西壮族自治区南宁市良庆区下辖的一个街道办事处。

## 行政区划
玉洞街道下辖以下村级行政区划单位：
坡洋社区、玉龙社区、平乐村、那平村和玉洞村。